# Анна Василиевна
Анна Василиевна или Анна Московска (* 1393; † август 1417) е московска княгиня и византийска императрица, първа съпруга на император Йоан VIII Палеолог.

## Биография
Анна е дъщеря на великия московски княз Василий I и София Витовтовна. През 1411 г. Анна е омъжена за Йоан Палеолог, най-големия син на император Мануил II Палеолог. През 1416 г. Йоан е обявен за деспот, а малко след това – и за съимператор на баща си. Анна става младша императрица, втора в йерархията след императрица Елена Драгаш, майка на Йоан VIII Палеолог.
Византийският историк Дука посочва, че Анна умира от чума през август 1417 г.